# Espacio Carta Abierta
El Espacio Carta Abierta o Carta Abierta fue un grupo de intelectuales argentinos formado en 2008 para respaldar al gobierno de Cristina Fernández de Kirchner y disuelto en diciembre de 2019.
El grupo tuvo su origen durante el paro agropecuario patronal, en el que durante 129 días (entre el 11 de marzo de 2008 y el 18 de julio de 2008) los grandes productores del campo realizaron una serie de medidas para interrumpir algunas actividades económicas, como el transporte interurbano, las exportaciones agrarias, bloqueos de rutas y puertos. Posteriormente mantuvieron una postura afín al gobierno de Cristina Fernández de Kirchner y crítica del mandato de Mauricio Macri. Dos días antes de la asunción de Alberto Fernández anunciaron su disolución.

## Historia
Los integrantes de Espacio Carta Abierta hicieron su primera presentación pública el 13 de mayo de 2008 en la librería Gandhi, en la ciudad de Buenos Aires, en una mesa integrada por Horacio Verbitsky, Nicolás Casullo, Ricardo Forster y Jaime Sorín, donde presentaron la primera «carta abierta», firmada por setecientos cincuenta intelectuales y artistas. Pese a su afinidad ideológica con el partido Frente para la Victoria y a la presencia del expresidente Néstor Kirchner en algunos de sus actos, se define como un espacio no partidario, a diferencia de otros intelectuales o escritores abiertamente kirchneristas como los blogueros del Movimiento Peronista Bloguero (MPB).

## Cartas abiertas
Desde mayo de 2008 se han ido difundiendo distintas cartas.

### Primera Carta abierta
La primera describió un clima destituyente en el desprecio por la legitimidad gubernamental.

Se trata de una recuperación de la palabra crítica en todos los planos de las prácticas y en el interior de una escena social dominada por la retórica de los medios de comunicación y la derecha ideológica de mercado. De la recuperación de una palabra crítica que comprenda la dimensión de los conflictos nacionales y latinoamericanos, que señale las contradicciones centrales que están en juego, pero sobre todo que crea imprescindible volver a articular una relación entre mundos intelectuales y sociales con la realidad política. Es necesario crear nuevos lenguajes, abrir los espacios de actuación y de interpelación indispensables, discutir y participar en la lenta constitución de un nuevo y complejo sujeto político popular, a partir de concretas rupturas con el modelo neoliberal de país. La relación entre la realidad política y el mundo intelectual no ha sido especialmente alentada desde el gobierno nacional y las políticas estatales no han considerado la importancia, complejidad y carácter político que tiene la producción cultural.

### Segunda Carta abierta
«Por una nueva redistribución del espacio de las comunicaciones» se tituló la segunda Carta Abierta que reflexionó sobre el rol de los medios de comunicación y la posible derogación de la Ley de Radiodifusión de 1980. Se creó con este propósito la comisión de Medios Audiovisuales.

Las empresas mediáticas se han erigido en los auténticos representantes del pueblo, bajo la excusa de la evidente crisis de fondo que padecen los partidos políticos en Argentina (como en buena parte de Occidente). Es un pretexto engañoso: en su ejercicio, los grandes medios coadyuvan a la agonía de las organizaciones partidarias a cuya suplencia, supuestamente, concurren solidarios. El mecanismo es simple: los grandes medios dicen darles espacio a todas las voces (a todas las voces que invitan, claro), y por carácter transitivo aparecen como depositarios de la soberanía. Desde tan inmaculado lugar, juzgan a gobiernos, a parlamentos, a jueces, absorben la sabiduría de los expertos y las emociones de los sufrientes, diseñan los sueños de la audiencia sin pretensiones para luego acompañarla y premiarla, denuncian delitos, testimonian crímenes, editorializan sobre cualquier sector, compran o fabrican prestigios para más tarde re-venderlos, mientras recurren a los golpes fáciles y a la repetición infinita de sí mismos para lidiar en el mercado del rating y concluir presumiendo que, a ellos, «la gente los elige todos los días» en una suerte de comicios «más directos» que aquellos donde concurren cada dos años las fuerzas partidarias y la ciudadanía. Pero guay que a alguien se le ocurra señalar que también entre ellos, los grandes medios erigidos en jueces supremos, hay, por ejemplo, corrupción, venta de servicios informativos y simbólicos al mejor postor o intereses espurios.

### Tercera Carta abierta
La tercera carta abierta surge en pleno conflicto con las patronales agropecuarias.

Un sector de empresarios rurales que protestan porque van a ganar menos de lo que tenían pensado. [...] Algunas entidades de elite, los pools sojeros, el capital más concentrado de la agroganadería, incluso sectores protegidos dentro del mismo Gobierno K, junto a prácticas periodísticas abyectas, están carcomiendo la democracia. Generan desaliento, liman la confianza en las instituciones, instalan la idea de caos, descontrol y «desgobierno». Todo eso que antaño precedía a los golpes militares. En entusiasta coro anuncian que se acabó el crecimiento; que la inflación nos fagocita; que la economía se desmorona; que las encuestas «muestran» el desprecio popular hacia los K y así siguiendo.
Mempo Giardinelli (novelista)

La tercera carta analizó el surgimiento de una «nueva derecha» que toma conceptos de la izquierda para disfrazar sus intereses. En junio de 2008, las más de 1500 personas de la cultura, la educación, las ciencias y las artes, que conforman el espacio carta abierta, se pronunciaron sobre la situación política. En esta carta se examina el surgimiento y las características de una «nueva derecha», un actor social que se piensa «contra la política», que «reclama eficiencia y no ideología» en defensa de «los poderes existentes».

«Nueva derecha» decimos ahora. Lo decimos para nombrar una serie de posiciones que se caracterizan por pensarse contra la política y contra sus derechos de ser otra cosa que gestión y administración de los poderes existentes. Una derecha que reclama eficiencia y no ideología, que alega más gestión que valores ―y puede coquetear con todo valor―, que invoca la defensa de las jerarquías existentes, aunque se inviste miméticamente de formas y procedimientos asamblearios y voces sacadas de las napas prestigiosas de las militancias de ciclos anteriores. Esa derecha impugna la política como gasto superfluo y como enmascaramiento, pero es cierto que la impugna con más dureza cuando la política pretende intervenir sobre la trama social.

El tema había sido anticipado pocas semanas antes por Nicolás Casullo, mientras se discutía la elaboración de la tercera carta: La derecha en Occidente constituye un armado modernizante desde una opinión pública mediática expandida diariamente. Configura el reacomodamiento de un tardo capitalismo, camino hacia otro estado de masas, incluidos amplios segmentos progresistas conservadurizados. Operatoria que busca plantear el fin de las ideologías, el fin de las disputas de clase, el fin de las derechas y las izquierdas, precisamente como premisas disolventes de todo sentido de conciencia sobre lo que realmente sucede con la historia que se pisa. No azarosamente, crece desde que el dominio económico tuvo que endurecer y dividir el planeta, desde los años ochenta, entre perdedores y ganadores netos. Lo mediático es hoy su gran operador: el espíritu de época encarnado, diría Hegel. Derecha como Sociedad Cultural que nos cuenta el itinerario de los procesos. Que coloca los referentes y las figuras, y decide cómo encuadrar lo que se tiene que ver y lo que no se tiene que ver. La derecha, desde esta operatividad cultural, es la disolvencia de lugares y memorias. Es un relato estrábico, como política despolitizadora a golpes de primeros planos y títulos sobreimpresos.

Demasiado tiempo vino degradándose el lenguaje político como para que no surgieran mesianismos vicarios y vaticinios salvadores que en vez de redimir el conocimiento político son el complemento milenarista del espontaneísmo soez. La nueva derecha viene a decir que eso no está mal y que se debe llevar a sus últimas consecuencias, disolviendo la instancia misma de la política. Es fundamentalmente destituyente: vacía a los acontecimientos de sentido, a los hechos de su historicidad, a la vida de sus memorias. Por eso atraviesa fronteras para buscar terminologías en sus antípodas. Es una nueva derecha porque, a diferencia de las antiguas derechas, no es literal con su propio legado sino que puede recubrirse, mimética, con las consignas de la movilización social.

Uno de los hallazgos de Carta Abierta, junto con la puesta en evidencia de un clima destituyente ―sostiene Forster (Forster, 2008)― fue hablar de la emergencia de una nueva derecha.
Adrián Pulleiro

En tanto, el sociólogo y director de la Biblioteca Nacional, Horacio González, se adelanta a algunas de las críticas posibles que podría sufrir el tipo de práctica desarrollada por el espacio.

Carta Abierta paga el precio de la idea que pesa en toda la historia de la condición intelectual: tratar de anticiparse a los fenómenos con el grave riesgo de ser acusada de que no estuvo en contacto con las fuerzas sociales reales.
Horacio González 2009.

Su frase predilecta, «no me metan la mano en el bolsillo», hace de los actos legítimos de regulación de las rentas extraordinarias de la tierra una ignominiosa expropiación. Trata un bien nacional, como la productividad del suelo, como cosa meramente privada. Otras frases reiteran: «Está loca», e incluso se ha escuchado en la televisión de la noche de los domingos: «Es satánico». Se interpreta la intervención del Estado en el mercado en la clave de una psiquiatría obtusa de revista de peluquería, de chistoso de calesita o de pitonisa de boudoir. Menos se dice «hay que matarlos», pero aparece en los añadidos que publican algunos periódicos cuando termina la redacción de sus propios artículos y comienza la carnicería opinativa en un anonimato electrónico sediento de desquite. ¿Ante quién?, ¿para qué? No le importan las respuestas a una nueva derecha que recobra el linaje de las más impiadosas que tuvo el país. [...] Sobre este tablero mediático hegemónico, la nueva derecha, hoy como semilla de república agroconservadora, juega siempre de local. El trabajo del sentido común, de ver el mundo, le viene ya dado. Y desde ahí aspira ahora a convertirse en bloque social histórico, desde sus núcleos de neorrentistas, nuevos arrendatarios y bisoños inversionistas especuladores que le amplían sin duda el campo cultural de ciudadanía.
Horacio González

Una república agroconservadora despliega entonces sus banderas de «nuevo movimiento social». Tienen todo el derecho a expresarse, pero el examen democrático del gigantesco operativo que han emprendido debe ser también interpretado. Se trata de sustituir un pueblo que consideran inadecuado con otro vestido con galas de revolución conservadora. Hay suficientes ejemplos en la historia del país y en las memorias constructoras de justicia para decir que no lo lograrán.
Horacio González

### Cuarta carta abierta
«El laberinto argentino. La excepcionalidad» fue el título de la cuarta Carta Abierta, que reclamó respeto por las decisiones del Congreso, que expresa la «voluntad popular».
Los intelectuales analizaron en septiembre de 2008, la coyuntura política nacional luego del choque con el «complejo agromediático», Aerolíneas, el pago al Club de París, la actualización jubilatoria y las políticas de medios y culturales.

Hay que advertir que muchas veces el gobierno no evidenció apartarse demasiado de las fórmulas de retroceso más obvias luego de una ardua batalla de la que sale magullado. La excepcionalidad se mantiene porque ni puede volver a los cauces del orden conocido ―allí lo repudian, esperan su caída―, ni debe dejar que naufraguen sus anteriores pasos adelantados en los refugios que ofrece una clase política «normalizadora», garante de una vuelta a la «neutralización política»… No creemos equivocarnos si decimos que falta la elaboración, explicitación y proyección de algo previo a ciertas medidas importantes. Lo es la estatización de Aerolíneas, pero lo previo hubiese sido crear certezas mayores sobre su destino de empresa pública antes de enviar el proyecto de ley al parlamento; lo es el pago de la deuda al Club de París, pero lo previo hubiera exigido mostrar esa medida en conexión a mejores argumentos sobre la economía pública y las deudas sociales internas; lo es el proyecto de ley de jubilaciones, pero hubiera sido conveniente que se dijera previamente que se evitarían alquimias matemáticas sobre esta vital cuestión.

Adrián Pulleiro afirma: el agrupamiento tiene una «misión» que pasa por aportar instrumentos conceptuales para el develamiento de un escenario político vislumbrado como una trama cada vez más compleja y el desciframiento de las razones inscriptas en las acciones de los actores sociales, aparece como una tarea específica que se desprende de las cartas publicadas y que está presente en el título de algunas de ellas, por ejemplo, el de la titulada «El laberinto argentino».

El laberinto argentino contiene así a las nuevas derechas con base popular-mediática que juegan entre la admonición moralista y la promoción de una civilización del miedo en los grandes centros urbanos. Y contiene asimismo a las propias marañas de las que las fuerzas populares, sobreponiéndose, deben extraer nuevos argumentos y convicciones… Los activistas agrarios se dejaron barnizar por lenguajes eventuales de izquierda que al sumarse al cobertizo reaccionario hacían abandono de su propia historia para acrecentar lógicas de oportunidad y de error histórico. Confundían la masividad de las movilizaciones agraristas con una política popular y a las alianzas del nuevo poder conservador con una red social transformadora.

Desde la librería Gandhi, el foro de intelectuales hizo pública su intención de crear una Carta Abierta Latinoamericana. La presentación del texto reflejó algunas diferencias con las tres cartas anteriores. Los primeros escritos fueron creados en medio del conflicto por las retenciones móviles y expresaron la posición de Carta Abierta sobre aspectos específicos de la puja por la distribución. «La cuarta carta no tiene esa necesidad de la urgencia ligada a lo que era necesario en esos meses», aseguró Forster.

…hoy más que nunca la suerte de nuestro país, de sus proyectos democráticos, está fuertemente unida a lo que está aconteciendo en otras repúblicas hermanas, particularmente la Bolivia de Evo, la Venezuela de Chávez, el Paraguay de Lugo, el Ecuador de Correa y, desde una perspectiva algo más compleja, el Brasil de Lula. La provocación criminal de la derecha boliviana, el uso de la violencia contra el pueblo que apoya decididamente a su presidente y al proyecto democrático-popular que él encabeza, constituye una señal ominosa que no debe ser pasada por alto, en especial allí donde nos ofrece, en espejo, lo que hoy amenaza en nuestro propio país. Todo esto mantiene un horizonte a partir del cual sigue valiendo la pena pensar en que hay una diferencia; que hay una diferencia conceptual que sigue rechazando la paridad que muchos creen percibir entre el actual gobierno y los procesos económicos habituales de coacción y dominación.

### Quinta Carta abierta
Carta Abierta publicó un nuevo documento el 31 de marzo de 2009, centrado en el avance de «una derecha agromediática» en el contexto del escenario electoral nacional y de la intensa crisis global.

El neoconservadurismo argentino ha aprendido a no ser literal como sus ancestros. Puede ser también, si lo apuran, un «progresismo de derecha», imbuido de los miles de fragmentos sueltos que vagan por los lenguajes políticos. Todo vale. Pueden tomar las premisas de una lengua que hace poco pertenecía a los movimientos sociales de transformación. O pueden sonreír por lo bajo pues alguien sustituyéndolos reclamará magnas puniciones y pronunciará el supremo veredicto: «Pena de muerte». Será la manera sublimada de indicar el rumbo de la reingeniería de una «sociedad turbada», una Argentina que reclamaría la pastoral de la seguridad, que en vez de considerarse un grave problema que debe convocar imaginativas soluciones económicas, democráticas, laborales y pedagógicas, es visto como una peste medieval que exige periódicos exorcismos de punitivas sacerdotisas y ávidos prelados.

Posteriormente Horacio González definiría cuales son los sectores que integrarían a las fuerzas de la reacción: sectores de las finanzas, de la industria, otros vinculados a los flujos de capitales mundiales y, como es sabido, sectores comunicacionales que igualmente no son una fórmula de unidad y coherencia. Los voceros más explícitos del gobierno trabajan con la idea de las corporaciones, que también tiene cierta ambigüedad, como en general tienen los conceptos políticos perdurables que se vuelven precisos a costa de tener una aureola externa que pierde especificidad. Hoy creo que se debe reformular quiénes son esos actores y el conjunto de intereses que representan, porque no son exactamente los mismos que aparecieron durante el conflicto con las patronales del campo…

Eluden dar cuenta de la gravedad mundial de la crisis para menoscabar las medidas que atenúan sus ondas expansivas más duras. No se atreven a reconocer que la demora y cierta «suavidad» relativa de la crisis en Argentina se vincula con las políticas gubernamentales de moderada desconexión de las lógicas financieras del capitalismo contemporáneo. Los restauradores repiten sus axiomas ya fallidos y no trepidan en solicitar el fin de la desconexión: volver al seno del FMI es ya una consigna de batalla.

Cuestiones vitales como el modelo energético, el régimen de entidades financieras, el transporte ferroviario y fluvial, la explotación minera, requieren formas de desarrollo viables que no acepten fáciles composiciones con empresas transnacionales que no tienen hipótesis de preservación ambiental ni se componen con un modelo económico nacional autónomo. Es necesario actuar con criterios eficaces en torno a crear opciones económicas democráticas, donde un pragmatismo inmediatista no sustituya un proyecto más profundo de economía distributiva, proteccionismo democrático, urbanismo integrador e inclusivo y ordenamientos normativos que impidan la rapiña de recursos. Esto requeriría de instituciones estatales con capacidad de desplegar políticas públicas, con efectiva llegada a todo el territorio nacional.

### Sexta Carta abierta
En su sexta carta, los intelectuales nucleados en el espacio Carta Abierta cuestionaron a los sectores «conservadores» por «atacar al Gobierno por sus aciertos y no por sus errores» y se pronunciaron a favor de «defender y expandir los valores fundamentales del proceso abierto en 2003». «Si hay que mencionar errores es en función de otra hipótesis: la de que hay un núcleo de valores fundamentales de este proceso que es necesario no solo defender sino expandir en los próximos dos años»,
La presentación se realizó el 20 de agosto de 2009 al aire libre ―por el avance de la gripe A― en la esquina de las calles Defensa e Independencia.
Este enclave geográfico tiene una nominación que se presta para dar cuenta de la continuidad de la reflexión y la acción política del grupo de intelectuales que se formó al calor del conflicto con las patronales rurales.

No somos mujeres y hombres del escándalo, nuestras conciencias no son saltimbanquis de la alarma. Al contrario: los hechos graves como el de la pobreza de amplios sectores de la población nos atañen. La pobreza atañe al fondo último de nuestros compromisos, la idea de igualdad, nuestras antiguas y recientes militancias. Nos compete, nos atraviesa. Por eso podemos decir: no nos escandaliza. El escándalo es gesto espectacular y ademán avieso. El rostro de los pobres se vuelve superficie de inscripción de llamados evangélicos, sacralidades disponibles, obsceno plano televisivo y objeto de malversación política. Nos atañen tanto las vidas dañadas por la miseria como su circulación en un imaginario que las despoja de creación, potencia y libertad.

El documento analizó el resultado de las elecciones del 28 de junio de 2008 y alertó sobre «la unificación de poderes corporativos, entre los que mencionó a la airada Mesa de Enlace, el bloque mediático, la Asociación de Empresarios Argentinos y algunos políticos».

La restauración conservadora está en curso y en ella se unifican poderes corporativos ―el empresariado nucleado en AEA, la airada mesa de enlace, el bloque mediático y algunos políticos―. Sin embargo no puede pavonearse de legitimidad por el resultado electoral. Porque no está mellada la capacidad gubernamental y porque en los cuartos oscuros también fueron ungidas representaciones parlamentarias que arrojan a la escena problemas que necesitan de ser tratados en pos de una sociedad más equitativa y justa.

Asimismo, criticó al gobierno de Mauricio Macri por sus «medidas que pretenden hacer campo raso de lo heterogéneo y de la ciudad laboratorio de la nueva derecha», a la vez que fustigó el nombramiento como jefe de Policía metropolitana al comisario Jorge Fino Palacios.

…en esta ciudad con sus plazas en las que se leen estas cartas, con sus edificios sanitarios amenazados por operaciones inmobiliarias, con sus parapoliciales que desalojan espacios comunitarios, con sus jefes de policía que surgen de las más tenebrosas historias de encubrimientos y exacciones. Medidas que pretenden hacer campo raso de lo heterogéneo y de la ciudad laboratorio de la nueva derecha. Nuestra calle, aquí, es Resistencia. El jefe de Gobierno de esta ciudad es un empresario. Como tal, parece menos enjuiciable que los hombres de la política. Ante el banquillo del juicio que la sociedad mediática encara, se lo presume inocente. Quizá no del todo, pero sí más que aquellos que hablan más de política que de negocios. Por eso, puede reírse de las combinaciones entre tintorerías y prostíbulos en los barrios pobres de la ciudad. Ha ordenado desalojar huertas y expulsar hombres y mujeres sin techo. Ha burlado a los docentes y a los trabajadores de la salud. Ha imaginado desalojar los antiguos neuropsiquiátricos, menos por un libertarismo antimanicomial que por la valorización de los terrenos. Ha nombrado un jefe de policía en cuyo nombre se anuncia la acentuación de estrategias represivas y de funcionamientos corruptos.

Considera como «urgente e imprescindible» el tratamiento de una ley de servicios audiovisuales para «confrontar a los titiriteros mediáticos no solo con medios públicos sino también una escena política autonomizada de la lógica mediática».

Y a la escena de los titiriteros mediáticos se la confronta no sólo con medios públicos ―que son necesarios―, no sólo con la democratización que supone una ley de servicios audiovisuales ―que es urgente e imprescindible―, sino también con una escena política autonomizada de la lógica mediática. Incluso, la que ocurra en los esfuerzos últimos que realicemos para que nuestra propia conciencia vuelva a albergar la noción básica de autonomía crítica, ética de convicción y templadas responsabilidades para reconstruir un sentido de verdad ante las derechas que, en el vaciadero de los conceptos, se revisten con los viejos temas de las izquierdas. No es que las ideologías hayan desaparecido, sino que se las modula como una más de las mercancías que se le ofrecen al consumidor.

### Séptima Carta abierta
El 28 de diciembre de 2009, a las 19:00, frente a la Pirámide de la Plaza de Mayo se leyó la séptima carta abierta. Con el título "El tiempo que viene" los intelectuales del espacio expresan cómo ven el futuro y qué consideran que se debe hacer. Hacen una lectura de la nueva realidad que se crea a partir del 28 de junio y los próximos dos años de gobierno. Los resultados de la votación pusieron fin al control oficialista sobre el Congreso y posicionaron a políticos opositores.
En esta carta se realiza una convocatoria a distintos sectores sociales e ideológicos (desde la izquierda al “archipiélago peronista”, pasando por sindicatos, movimientos sociales e incluso los liberales sin “odio”) a confluir en un proyecto común que haga frente a la derecha. Se reflexiona sobre la utilización de símbolos, para que el proyecto cale en la subjetividad y participen de su construcción. Se tratan de símbolos y de palabras: por un lado la Pirámide de Mayo, símbolo “laico y profundo de un republicanismo democrático y social”, por el otro la misma idea de “patria”, reformuladas para que den cobijo a otros excluidos, como por ejemplo al inmigrante. Así, dos conceptos acaparados por la derecha se le sustraen de improviso, adquiriendo tanto “patria” como “república” un sentido emancipador.

Cualquier proyecto de transformación igualitario y democrático debe buscar sus enlaces con la anómala experiencia política abierta en el 2003. No son tolerables los retrocesos ni las menguas, como pretenden los adalides de la restauración. Pero la persistencia de los hechos más valorables no es concebible si muchos de los que dependen de su destino no son conmovidos por la revelación de ese enlace. No para sumarse o aprobar a ciegas, sino para ser protagonistas directos en un pie de igualdad de una tarea común en una etapa nueva.

Habrá que bosquejar un tejido de previsiones, un proyecto sensible a las exigencias de la época, promovido a la manera de una gran convocatoria social. Ni el Bicentenario puede ser un conjunto autosatisfecho de celebraciones ni el 2011 pura reiteración de lo ya hecho.

Un párrafo fue entendido como la posibilidad de represión de las protestas sociales. Dice el documento:

La experiencia gubernamental en curso supo poner como enunciado central la renuencia a la represión. Lo sostuvo, sustrayéndose con valentía a la airada vociferación del orden. Esto no impide reconocer que los conflictos laborales, las representaciones sindicales, los movimientos sociales, configuran un mapa de reclamos por la justicia tanto como ―paradójicamente― una superficie de disputa que a menudo se ve atravesada por el desdén hacia lo público en función de intereses privados o sectoriales. Nuestro país tiene profundas reservas democráticas, las tiene en su idea del conflicto, en los usos de las calles, en su sistema educativo. Y ninguna de esas prácticas está eximida del riesgo de caer en alguna forma de cooperación involuntaria con la destrucción de la vida colectiva.

Pero una previsión general sobre el devenir puede y debe ser explicitada. Convoquemos nuevos pensamientos para hacer leyes sociales, reformemos la educación para elevar su nivel teórico y social, y para que el justo afán de sus luchas gremiales no descuide una convivencia productiva con la preservación de la escuela pública como sujeto social atesorado en la memoria democrática argentina. La realidad de la escuela pública habla, con la gravedad de un alerta, sobre el destino completo del país. Su fundación estuvo entre los logros más relevantes de una política laica y republicana que funciona como la imagen invertida de lo que llaman republicanismo las derechas contemporáneas. La actualidad de la educación pública exige una transformación profunda, capaz de retomar su sentido democrático. En la década del noventa, bajo la idea de reforma se hizo trizas el sistema educativo. No sólo por una cuestión de escuálidos presupuestos, también porque se dejó cada región y cada escuela a su suerte, y el Estado nacional se privó de la facultad de intervenir en programas, en regulaciones y en la formación docente. Porque no fue sólo un problema económico, es que los dramas de la educación pública actual no se resuelven con la bienvenida expansión presupuestaria. Son problemas no tan sólo de calidad, sino de sentido, de formación y de derechos.

### Octava Carta abierta
La 8.ª carta abierta, “Indoamericano: legados y desafíos”, surge el 18 de diciembre de 2010. Con el acontecimiento central de la muerte de Néstor Kirchner se abre para Carta Abierta una esperanza, ya que el pueblo habría tomado en sus manos su destino como demostraría el homenaje al expresidente.
Pero otro acontecimiento, el del asesinato del militante de izquierda Mariano Ferreyra por disparos de ferroviarios en Constitución pone sombras sobre la política de no represión de la protesta social por la aparición de una “patota” armada. Completa el difícil panorama los graves enfrentamientos entre vecinos en el parque Indoamericano donde muere el joven paraguayo Bernardo Salgueiro y la chica boliviana Rosmarie Churra Puña, situaciones que llevan a la creación del ministerio de Seguridad, que termina con el autogobierno policial.

Desbordantes y conmovedoras, las jornadas de finales de octubre fueron de profunda congoja y de reafirmación militante, de reflexión y de energía galvanizada alrededor de un proyecto de transformación y emancipación de la patria. Días que quedarán registrados en la memoria popular como uno de esos momentos únicos en los que algo se sella. En la despedida y en el homenaje, en el fervor y el compromiso de miles y miles, se grabaron la palabra y el gesto inaugurador de nuevos horizontes de justicia y dignidad de Néstor Kirchner.

Por un lado, la polifónica voz de las multitudes entrando en la escena a anunciar su decisión de tomar en sus manos la vida política argentina, y por el otro los disparos. En la ruta 86 de Formosa, junto a las vías del Roca en Barracas, en las ocupaciones de predios del sur porteño, disparos, y en las calles y plazas y centros de reunión, la afirmación vital y desenfadada de un país a la medida de los sueños de quienes lo habitan y la voluntad de sostener y llevar adelante un rumbo. Contrapunto áspero y extraño, pero no imprevisible, cuyo sonido puntúa la singularidad del tramo histórico y las exigencias que esa singularidad plantea.

Realizan una crítica al modelo desarrollista que produce exclusión y esquilma la naturaleza. Ven la necesidad de configurar un “frente” que dé cuenta de la diversidad de voces en las que se expresa un pueblo (pueblos originarios, inmigrantes, etc.).

Desde esa perspectiva, hay que seguir emancipando la historia nacional de las partes más corroídas que abriga en su seno, que, por ejemplo, hacen que la explotación de la naturaleza sea lindante con el saqueo, los negocios privados y la puesta en peligro del patrimonio natural común. Los pueblos originarios nos alertan sobre este riesgo que se cierne sobre toda la humanidad. No es sólo contra ellos que la injusticia y la fiereza de la Campaña del Desierto parecerían aún estar presentes. Es necesario entonces procurar un nuevo modo de justicia territorial, tejida con nuevas economías y reconocimientos comunitarios. Y si la represión es incompatible con las políticas del gobierno nacional, también lo es la expoliación, cuya persistencia implica, para la propia historia común, la amenaza de una fuerza paralizante, al servicio de pequeños núcleos concentrados de dominación.

En esta Carta Abierta afirman que "ningún presidente antes que Cristina Fernández hizo notar que gobierno del Estado y poder real no son sinónimos". Señalar la discordancia entre poderes económicos y poder público, como lo hace la presidenta, alienta la creación de un ámbito de cuestionamiento a los grandes poderes financieros y comunicacionales. Los poderes políticos no deben coincidir con los poderes económicos, tiene que existir un juego de disparidades. La situación nacional responde a ciertos aglutinamientos de los poderes económicos que se tornan amenazadores del poder público democrático.

Cuanto más crece la brecha entre ambos, más conflictividad: tanto una oportunidad como un peligro, si no se toma nota de lo que está en juego en la situación ni se actúa en consecuencia. No se entiende la opción por la muerte que hace la antipolítica si no se repara en que este es un momento de inflexión histórica: la existencia rumorosa de vastos sectores que ya no sólo acompañan sino que decidieron dar un paso adelante, es una realidad, marca un giro en el interior de lo que comenzó hace diez años.

Se hace referencia al déficit de viviendas, a la cuestión de los recursos naturales y la situación de los pueblos originarios. "Porque se hizo mucho, precisamente, es que sale a reclamar atención lo aún no hecho. Tan vasto es el deterioro que produjeron la dictadura y los gobiernos neoliberales que ningún esfuerzo reparatorio puede completar la tarea. Lo que ha sido intocado en estos años, precisamente, es lo que aparece en juego en estos días", resalta el tercer punto de la carta. Un párrafo aparte mereció la distribución de la riqueza y la necesidad de una reforma tributaria.

### Novena Carta abierta
La novena carta abierta, publicada en junio de 2011, buscó apuntalar a la fórmula Filmus-Tomada en la Ciudad de Buenos Aires.

Mezclando racismo y bicisenda; segregación y reciclado; destrucción del patrimonio, culto del consumo y violencia contra los desposeídos que duermen bajo papel de diario en los portales, el desquicio es la escena que nos lega el actual Gobierno de la Ciudad. En sus manos, la necesaria modificación de prácticas urbanas se convierte en mero recurso apologético de un estilo de vida tomado de los barrios cerrados.
No es sólo estupidez. Se articula con una representación intolerante de la ciudad, contra todo lo que mancille una fantaseada pureza o que resulte excedente para las demandas laborales del momento.

Carta Abierta propuso que "concluya un ciclo de deterioro, reconversión excluyente y despojo", así como la "banalización de la política en manos de los gerentes empresarios y los gabinetes de marketing". La Buenos Aires "gerencial", se ve desde la creación de la Corporación Puerto Madero y Buenos Aires Sur, que transfirió el suelo público a empresas autónomas de carácter mixto; en la empresa de Autopistas, que hizo de los peajes otro feudo en beneficio del transporte privado y sus proveedores; en la captura de los recursos del Banco Ciudad en favor de los especuladores de la deuda pública y de grupos empresarios.

Contra la lógica de la especulación inmobiliaria, se trata de recuperar la bullente fuerza de los movimientos sociales: de los grupos que luchan por otras condiciones de vida, por su derecho a la vivienda, y los que defienden una preservación razonada de sus barrios. Contra la antipolítica que los desvencijó y los condena al olvido, recuperar los clubes socio-deportivos de los barrios, las bibliotecas, las cooperadoras escolares, los centros artísticos y culturales, el cotidiano prodigio de los encuentros.
Contra la privatización de las riberas del Plata, limitándolas a coto para viviendas y consumo suntuarios, es necesario reconquistar su uso, construyendo un litoral público, accesible y comunicado con el tejido urbano en su conjunto. La apropiación de los bienes naturales por unos pocos no puede ser el destino de una ciudad democrática. Por el contrario, en Buenos Aires todavía persiste la memoria de otra relación con el río y su ribera, que puede ser el sustrato de un emprendimiento de recuperación.
Buenos Aires debe ser repensada en su dimensión físico-espacial, en sus condiciones sociales y vecinales, y en el modo en que se toman las decisiones gubernamentales. Apelando, para todo esto, a las fuerzas activas de la sociedad y a nuevos modos del compromiso ciudadano.

Para contribuir a "la reconquista" de la ciudad, intelectuales, artistas y militantes barriales recorrieron la Avenida Corrientes para sumarse a la campaña del kirchenerismo bajo la consigna “AutoKonvocados por la reconquista de la ciudad”. leyeron tramos de su Carta en bares y negocios, conversaron con los vecinos invitando a realizar caminatas similares en otras zonas de la ciudad. Junto a Horacio González también estaba Jaime Sorín, exdecano de la Facultad de Arquitectura de la Universidad de Buenos Aires, también de Carta Abierta.
Posteriormente a la primera vuelta se generó un interesante debate a propósito de los motivos del fracaso de la campaña de Carta abierta. "Estoy muy preocupado por el resultado electoral. No quiero subestimarlo", destacó el filósofo Ricardo Forster. Luego remarcó: "Obviamente la Ciudad de Buenos Aires está perdida. No hace falta ser ningún experto en análisis. Hay que modificar para llegar al 40 por ciento". Al mismo tiempo lanzaron una solicitada donde apoyaban la investigaciones por la apropiación de la empresa Papel prensa y las torturas sufridas por Lidia papaleo. A la solicitada adhirieron  Tristan Bauer, José Pablo Feinmann, el cineasta  David Blaustein, el estadista Ricardo Rouvier, Carlos Girotti (sociólogo e investigador del CONICET) y Damián Loreti (vicedecano de Ciencias Sociales), Héctor Trinchero (decano de Filosofía y Letras), la escritora Ana María Zubieta, la investigadora y socóloga Leonor Acuña, el economista Guillermo Wierzva (director del Centro de Economía y Finanzas para el Desarrollo), Miguel Talento, Eduardo Anguita (periodista).

### Décima Carta abierta
El 21 de noviembre de 2011, el nuevo documento de Carta Abierta se pronuncia ante el crimen del militante del MOCASE Cristian Ferreyra y lo inscribe entre los «hechos que oscurecen un presente promisorio», sucesos que «corresponden a una epistemología completa de negocios que mantiene cerrado el acceso democrático y posible a la tierra tanto rural como urbana». También toma posición frente a la situación de Aerolíneas Argentinas.

Esta época no ha sido esquiva en generar justas reparaciones. Por el contrario, sus políticas tienen el signo de una cabal apuesta por la ampliación de la igualdad. Por ello mismo, debe ser propicia para mencionar estos hechos que le son extraños o anómalos.

Ferreyra es un nombre que surge de un anonimato tranquilizador, pero es el nombre de las cosas referidas al hierro, que de repente nos recuerda que somos mortales, seres precarios, que sólo tenemos nuestra muerte para representar toda una época entera con un fogonazo inesperado. Vivimos en ese sentido, todavía, en una época de hierro o con disyuntivas de hierro. Ferreyra, que era un militante de un movimiento social de autodefensa campesina, representa una larga historia.
Sin embargo, cuando se trata de analizar las responsabilidades actuales, esa complejidad «dialéctica» se transforma en binarismo de polos excluyentes, sin conexión entre sí: por un lado están las grandes esperanzas despertadas por el «modelo» ―así, en bloque, sin discriminación de a qué diferentes y antagónicos proyecto(s) de clase(s) pertenecen―, y por el otro están las «anomalías». En el mejor de los casos las «anomalías» son rémoras, resabios de una época bien pretérita, incluso… ¡feudal!: «La avidez de un capitalismo depredador… vive su medioevo de conquistas», etc.. Otra vez no se entiende el razonamiento, sobre todo cuando a renglón seguido nos encontramos con que «El gran capitalismo agropecuario tiene su mirada en la Bolsa de Chicago, en las operaciones políticas de gran escala, en los secretos de los gabinetes químicos que perfeccionan la semilla transgénica». No suena muy medieval que digamos, ¿verdad? Al contrario: es una excelente descripción de la plenamente moderna actualidad de un capitalismo que es el nuestro.

No es aceptable que crímenes que ya asumen un carácter serial, no tengan adecuado tratamiento por el hecho de que en su ramificación ostensible, afecten a miembros de las clases políticas que mientras juegan con ademanes clientelistas, con una prestidigitación complementaria, protegen los grandes o medianos negocios con las brigadas policiales que deberían cuidar el usufructo equitativo de la tierra.

Eduardo Grüner, integrante de la Asamblea de intelectuales, docentes y artistas en apoyo al Frente de Izquierda indica que le parece extraño y anómalo un razonamiento que apunte a mostrar el asesinato de Cristian Ferreyra como un acontecimiento inaudito, «extraño» frente a las grandes «esperanzas», y al mismo tiempo recuerda el de otro Ferreyra, Mariano, de los kom, los del Indoamericano y los de Jujuy…[cita requerida] sin privarse por otra parte de apelar a la calificación (más policial que política, por cierto: es una elección de términos sugestiva) serial. Cómo es que una serie puede ser una «anomalía», se nos escapa. Porque, una serie de anomalías empiezan, al menos, a hacer conjeturar una cierta regularidad.

### Undécima Carta abierta
El 29 de diciembre de 2011 el nuevo documento analizó el proceso que llevó a la reelección de Cristina Kirchner y los desafíos que se abren a partir de ese momento. Es una reflexión amplia e inclusiva que repasa desde dónde se partió, cómo se llegó y los desafíos que se esperan para el futuro inmediato en el camino hacia la igualdad, eje estructurador de las reflexiones. Aseguró, además, que la llamada ley antiterrorista es «contradictoria con el espíritu democrático del proyecto nacional».
El documento fue presentado en la Asociación Argentina de Actores. Fue leída públicamente por el titular de la Biblioteca Nacional, Horacio González.
Estuvieron presentes el filósofo Ricardo Forster; el titular de la CTA, Hugo Yasky; y la presidenta de Madres de Plaza de Mayo, Hebe de Bonafini, quien había criticado la ley antiterrorista.
A tono con las críticas vertidas no solo por la oposición sino dirigentes y organizaciones aliadas al oficialismo, desde Carta Abierta señalaron que «el interés en el combate al lavado de dinero y la evasión fiscal son objetivos importantes y destacables de la política del gobierno», pero consideraron que «resulta equivocado legislar esas cuestiones en el formato de ley antiterrorista».

Sorprende y preocupa esta adopción de un estándar internacional contradictorio con el espíritu democrático del proyecto nacional. [...Ese dispositivo] adopta la duplicación de condenas acogiéndose a una definición del concepto de terrorismo de carácter tan inespecífico que podría utilizarse en fallos judiciales que criminalicen la protesta social. [...] Sería bueno que el nombre y muchos de los fundamentos de la ley antiterrorista puedan ser revisados en otra ocasión parlamentaria.
Horacio González

## Firmantes de la primera carta
(Lista de valor histórico, sin relación alguna en muchos casos con los integrantes efectivos en años sucesivos. No hay nóminas de años posteriores, por lo que esta lista solo documenta las adhesiones del periodo fundacional e inicial de Carta Abierta).
Algunos de los firmantes son históricos referentes del socialismo, otros son peronistas o de la intelectualidad de izquierda. Entre ellos:
- Federico Andahazi, escritor
- Cristina Banegas, actriz
- Fernando Birri, director de cine
- Jorge Boccanera, poeta y periodista
- Rodolfo Braceli
- Sergio Caletti
- Manuel Callau, actor
- Nicolás Casullo, escritor y filósofo
- Patricio Contreras, actor chileno-argentino.
- Roberto Tito Cossa, actor y director de teatro
- Jorge Dubatti, crítico teatral e historiador
- José Pablo Feinmann, escritor y filósofo
- León Ferrari, pintor
- Horacio Fontova, músico y actor
- Juan Forn, escritor
- Ricardo Forster, filósofo y ensayista
- María José Gabin
- Jorge Gaggero
- Norberto Galasso, historiador
- Néstor García Canclini, antropólogo
- Juan Gelman, poeta
- Octavio Getino, director de cine, narrador e investigador de medios de comunicación
- Julio Godio, sociólogo
- Horacio González, sociólogo, exdirector de la Biblioteca Nacional Argentina.
- Eduardo Grüner, ensayista
- Ricardo Halac
- Liliana Heker, escritora, cuentista, novelista y ensayista argentina.
- Carlos Heller, cooperativista, fundador y presidente del Banco Credicoop, diputado nacional
- Noé Jitrik, crítico literario
- Eduardo Jozami, periodista, escritor, activista, director del Centro Cultural de la Memoria «Haroldo Conti»
- Mauricio Kartún, dramaturgo y director de teatro
- Alejandro Kaufman, docente, crítico cultural y ensayista
- Ernesto Laclau, politólogo
- María Pía López (1969-), socióloga y escritora
- Guillermo Mastrini (1967-), investigador y docente
- Mariana Moyano, periodista y docente
- Vicente Muleiro
- Luis Felipe Noé, pintor
- José Nun, secretario de Cultura de la Nación
- Enrique Oteiza, ingeniero y profesor
- Eduardo Tato Pavlovsky, psicoanalista, psicoterapeuta y actor
- Joan Prim, poeta, músico, pintor
- Adriana Puiggrós, política y pedagoga
- Sergio Pujol, historiador
- Lorenzo Quinteros, actor
- Eduardo Rinesi, filósofo y politólogo
- Guillermo Saccomanno, escritor
- Federico Schuster, filósofo y docente (decano de Ciencias Sociales)
- Jaime Sorín, arquitecto y decano de la Facultad de Arquitectura
- Rodolfo Hamawi editor
- Cristina Béjar Psicóloga
- Oscar Steimberg, semiólogo y escritor
- Gustavo Varela, filósofo
- Horacio Verbitsky, periodista
- Laura Yusem

## Adhesiones posteriores
Posteriormente han adherido Tristán Bauer, José Pablo Feinmann, el cineasta David "Coco" Blaustein, el estadista Ricardo Rouvier, Carlos Girotti (sociólogo e investigador del CONICET), Damián Loreti (vicedecano de Ciencias Sociales), Héctor Trinchero (decano de Filosofía y Letras), la escritora Ana María Zubieta, la investigadora y socióloga Leonor Acuña, el economista Guillermo Wierzva (director del Centro de Economía y Finanzas para el Desarrollo), Miguel Talento, Eduardo Anguita (periodista).

## Comisiones de trabajo
Para desarrollar y mejorar las actividades el espacio está dividido en comisiones, cada una de las cuales trabaja en temas específicos.

### Comisión de Artistas y Escritores
Se proponen trabajar en las distintas problemáticas que hacen al quehacer artístico y literario, considerando las políticas culturales

### Comisión de Asuntos Internacionales
Propone un ámbito de estudio, debate y elaboración de los temas internacionales que contenga las inquietudes surgidas entre los integrantes de Carta Abierta.

### Comisión de Desarrollo Tecnológico
Consideran que, respecto del desarrollo tecnológico argentino, hay muchos problemas técnicos que plantear y resolver; pero las respuestas correctas solo se darán si estos problemas técnicos son encarados en un marco de políticas que incluyan los contenidos nacionales, populares y democráticos.

### Comisión de Economía
Es un ámbito de discusión, difusión e intervención en las políticas públicas referidas a los temas económicos.

### Comisión de Programa Alternativo en los Medios
Esta comisión se dedica a diseñar, experimentar y difundir productos comunicacionales en los medios (programas de radio y televisión) que revelen el entramado de las noticias, opiniones y operaciones de la prensa escrita, oral y televisiva. Para eso se organiza en equipos de investigación y seguimiento de los medios, entrenándose en la comunicación, realizando programas y difundiendo sus productos con el objetivo de ampliar la red de grupos actuantes en la batalla cultural.

### Foros y otras comisiones
Luego de la realización de una primera jornada de debates, se organizó el Foro para la elaboración de Políticas Públicas de Salud
También se formaron las comisiones Educación Superior, Mujeres, Comunicación, Educación y Derechos Humanos. De Trabajo, empleo y seguridad social.

## El espacio Carta Abierta fuera de la ciudad de Buenos Aires
Se establecieron varias Cartas Abiertas en diferentes puntos del país. Ellas son:
- Carta Abierta Gran Buenos Aires Zona Sur
- Carta Abierta en Santa Fe
- Carta Abierta en Mar del Plata
- Carta Abierta en Córdoba
- Carta Abierta en La Plata
- Carta Abierta en Mendoza
- Carta Abierta en Neuquén
- Carta Abierta en Santiago del Estero
- Carta Abierta en La Pampa
- Carta Abierta en Necochea
- Carta Abierta en Junín
- Carta Abierta en San Juan
- Carta Abierta en Venado Tuerto
- Carta Abierta en Salta
- Carta Abierta en Tucumán
- Carta Abierta en Chaco
- Carta Abierta en Colón
- Carta Abierta en Pergamino

## Críticas a Carta Abierta
Se ha acusado a Carta Abierta de adherir políticamente al gobierno de Cristina Fernández de Kirchner.

### Grupo Aurora
En agosto de 2008, para confrontar con Carta Abierta se formó el Grupo Aurora, de breve existencia, cuyos integrantes fueron:
- Marcos Aguinis.
- Atilio Alterini.
- Jorge Vanossi.[45]